# Свети дух
Свети дух или Дух свети, у хришћанству, треће је лице Свете Тројице, једна од три хипостазе у хришћанском поимању Бога. Појам Светог духа је проистекао из грчке речи пнеума (грч. πνεβμα), која се преводи као дух. Према слову Новог завета, Свети дух се назива и Дух истине или Параклит (Утешитељ). Теолошка дисциплина која се бави проучавањем Светог духа као треће ипостаси Свете Тројице назива се пнеуматологија.
Према учењу Новог завета и изворном црквеном предању, Свети дух није апстрактна, односно безлична сила већ стварни Бог, треће лице Свете Тројице, једносуштан Оцу и Сину. Свето Јеванђеље по Јовану (Јн. 15:26) сведочи да је Исус Христос поручио својим следбеницима: "А када дође Утешитељ, Кога ћу вам послати од Оца, Дух Истине, Који од Оца исходи, Он ће сведочити за Мене". Христове речи о исхођењу Светог духа од Оца уграђене су у осми члан Никејско-цариградског симбола вере. Такво пнеуметолошко учење следе све цркве које припадају васељенском Православљу, све цркве које припадају оријенталном православљу, као и све цркве које су настале из древне Цркве Истока. Насупрот њима, следбеници католицизма сматрају да Свети дух исходи не само од Оца, већ и од Сина (Filioque). У томе се огледа главна теолошка разлика између католицизма и свих традиционалних источних цркава.

## Тумачења
Дух свети има све божанске особине, својства и дејства. Он је свезнајући (Јн. 14,26), свеприсутан (Рим. 8,9), вечан (Јн. 14,16), свемоћан (1. Кор. 12,7), творац (Јов. 33,4), стара се и промишља о свету (Пс. 103,30), твори чуда (Мт. 12,28). На Првом васељенском сабору који је одржан 325. године у Никеји, учење о Светом духу унето је у првобитни Никејски симбол вере, где је кратко речено: (верујем) ”и у Духа светога“. Пошто су разне аријанске и друге јеретичке струје током 4. века оспоравале божанство Светог духа, на Другом васељенском сабору у Цариграду (381) донета је одлука да се у проширени Никејско-цариградског симбола вере вере унесе потпуније учење о Светом духу: (верујем) ”и у Духа Светога, Господа, Животворног, Који од Оца исходи, Који се са Оцем и Сином заједно поштује и заједно слави, Који је говорио кроз Пророке“.
Апостол и јеванђелист Јован опширно говори о природи и деловању Светога духа, при чему подвлачи његову улогу заштитника и Утешитеља и Творца заједнице. Потоња тумачења Светог духа налазе се у делима разних црквених отаца: Атанасија Александријског, Василија Великог, Григорија Богослова, Григорија Ниског и других. По светом Василију Великом, црквено устројство и богослужење су дело Духа светога. Током историје хришћанства, поред правоверних учења о Светом духу појавила су се и многа спорна и неправоверна учења. Међу поборницима аријанства који су се истакли по својим погрешним учењима о Светом духу најутицајнији су били Евномије и Македоније. Њихова учења су одбачена и саборно осуђена. Као спорни су се показали и поједини пнеуматолошки ставови Августина Хипонског.

## Исхођење Светог духа
Нови завет у Јеванђељу по Јовану (Јн. 15:26) изричито и дословно сведочи да Свети дух исходи (гр. εκπορευσις, лат. processio) од Оца, што је потом уврштено и у осми члан Никејско-цариградског симбола вере (381). Међутим, током потоњих времена појавила су се и нека другачија учења. Поједини теолози су поводом одређивања личних особина Свете Тројице почели да тврде како Свети дух исходи не само од Оца, већ ”и од Сина”, чиме је створено учење о двоструком исхођењу Светог духа. Потоње прихватање и озваничење овог учења на хришћанском Западу довело је до уметања израза Филиокве у Симбол вере. Отуда је учење о двоструком исхођењу Светог духа названо двоисходно или филиоквистичко.
Учење о двоструком исхођењу Светог Духа је први пут озваничено у Визиготској краљевини, на Трећем толедском сабору, који је одржан у пролеће 589. године. На овом сабору су усвојена 23 канона, од којих је трећи канон садржао и учење о двоструком исхођењу Светог духа. Поред тога, истим каноном је дословно и изричито бачена анатема на све хришћане који не исповедају двоструко исхођење Светог духа од Оца и Сина. Тиме је први пут у историји хришћанства изречена осуда за неприхватање нове догме о двоструком исхођењу, што је непосредно погађало правоверне хришћане, који су према слову Новог завета и Никејско-цариградског симбола вере исповедали исхођење Светог духа од Оца. Поменути канон у изворном латинском тексту гласи: Quicumque Spiritum Sanctum non credet aut non crediderit a Patre et Filio procedere eumque non dixerit coaeternum esse Patri et Filio et coessentialem, eumque non dixerit coaeternum esse Patri et Filio et coessentialem, anathema sit.
Толедско озваничење учења о двоструком исхођењу Светог духа довело је до озбиљних и трајних последица. У жељи да Никејско-цариградски симбол вере доведу у склад са својим новим учењем, поборници двоструког исхођења су у исто време одлучили да у осми члан Симбола вере уметну израз Filioque, чиме су прекршене одлуке васељенских сабора о неповредивости Симбола вере. Уметањем помеутог израза, створен је нови, Толедски симбол вере, чиме је извршена додатна афирмација учења о двоструком исхођењу Светог духа. Ова новина је током времена почела да се шири и изван граница Визиготске краљевине, а постепено се одомаћила и у суседној Франачкој краљевини, што је довело до расправе о исхођењу Светог духа на Франкфуртском сабору, одржаном 794. године.
У намери да у својој држави озваничи учење о двоструком исхођењу Светог духа, цар Карло Велики је 809. године сазвао сабор у Ахену, на коме је одлучено да се прихвати уметање израза ”и од Сина” (Filioque) у Симбол вере. Са сабора је упућено изасланство у Рим, код папе Леона III, са молбом за потврду уметка. Међутим, пошто је Римска црква у то време још увек поштовала изворни Никејско-цариградски симбол вере, папа није дао сагласност за усвајање уметка Filioque, већ је наредио да се правоверни симбол (без спорног уметка) уреже на сребрне плоче, на латинском и грчком језику, те да се исте поставе у Риму као сведочанство о изворном облику Симбола вере.
Упркос томе, учење о двоструком исхођењу Светог духа је заједно са уметком Filioque наставило да се шири по Западној Европи. Када су поједини западни мисионари покушали да прошире спорна учења и на хришћанском Истоку, цариградски патријарх Фотије I се одлучно успротивио уметању израза Filioque у Симбол вере. На Цариградском сабору који је одржан 867. године, спорно учење о двоструком исхођењу је осуђено и проглашено за јерес, као и уметање израза Filioque у Симбол вере.
Коначно прихватање учења о двоструком исхођењу Светог духа од стране Римске цркве догодило се тек на почетку 11. века, око 1014. године, када је у Риму коначно прихваћен и уметак Filioque. То је недуго потом довело до нових спорова и сукоба. Цариградски патријарх Михајло Керуларије је поновио осуду спорног учења о двоструком исхођењу Светог духа, такође осудивши и уметање израза Filioque у Симбол вере. У то време, западне цркве су се и по неким другим питањима удаљиле од источних цркава, што је у крајњем исходу довело до Великог раскола (1054). После поделе цркве, теолошки спорови су се још више заоштрили, тако да је Римокатоличка црква на Другом лионском сабору (1274) донела званичну одлуку којом се осуђује свако оспоравање учења о двоструком исхођењу Светог духа од Оца и Сина, чиме је био учињен даљи корак ка продубљивању раздора.
Западни теолози су покушали да пронађу оправдање за своје учење о двоструком исхођењу, позвајући се и на поједине источне богослове који су учили о исхођењу светога Духа од Оца и послању Светог духа преко Сина. Православна црква је тим поводом указивала да се питање о исхођењу не може мешати са питањем о послању. Суочени са чињеницама, поједини западни теолози су већ током позног средњег века почели да преиспитују званично учење Римске цркве о двоструком исхођењу. Један од најистакнутијих италијанских хуманиста Лоренцо Вала је средином 15. века отворено довео у питање даљу одрживост западног учења о двоструком исхођењу, указавши тим поводом на неутемељеност таквог учења у светом предању.
На Цариградском сабору који је одржан 1848. године, Православна црква је једногласно потврдила одлуке којима се учење о двоструком исхођењу Светог духа проглашава за јерес, поновивши том приликом и осуду уметка Filioque.
Спорно учење о двоструком исхођењу Светог духа је и данас предмет теолошких спорења источних и западних цркава, а уједно и основна теолошка препрека уједињењу хришћана (екуменизам).